# Банерджи, Прамасанас
Прамасанас Банерджи (Pramathanath Bandyopadhyay; 1879, Британская Индия — 1964 или 5 ноября 1960) — индийский педагог, экономист, политик, общественный и государственный деятель. Министр доходов правительства Бенгалии.

## Биография
Окончил колледж в Калькутте и Лондонскую школу экономических и политических наук, получил степень доктора наук. С 1905 года — профессор ряда учебных заведений Калькутты, с 1920 года — профессор экономики Калькуттского университета. Длительное время был президентом Индийского экономического общества.
Работал вице-канцлером Калькуттского университета (1946—1949). В 1937—1943 годах находился на государственной службе в Бенгалии.
Автор ряда работ по вопросам независимого развития индийской экономики, по историческому исследованию финансовой системы страны.

## Избранные работы
- A study of Indian economics, L., 1911, 8 ed., Calcutta, 1957;
- Public administration in Ancient India, L., 1916;
- Fiscal policy in India, L., 1922;
- Indian finance in the days of the Company, L., 1928;
- A history of Indian taxation, L., 1930.
- Provincial Finance in India (1929)
- History of Indian Taxation (1930)